# Barbara Ann
Barbara Ann ist der Titel eines durch die Beach Boys im Jahre 1966 bekannt gewordenen Millionensellers, dessen Original aus 1958 stammt.

## Entstehungsgeschichte

The Regents - Barbara-Ann

Fred Fassert schrieb den Song im Jahre 1958 und titelte ihn nach dem Vornamen seiner jüngeren Schwester. Bruder Charles „Chuck“ Fassert (zweiter Tenor) war Mitglied der Doo-Wop-Gruppe The Regents, die sich aus Guy Villari (Lead-Falsett-Stimme), Ernie Maresca (Bariton), Sal Cuomo (erster Tenor), Tony Gravagna (Saxophon und Baritonstimme) und Don Jacobucci (Bass) zusammensetzte. Sie hieß noch Desires, als sie 1958 die neu gegründeten Regent Sound-Studios in New York (25 W 56th St) betrat. Die Studios hatten erst im April 1958 eröffnet. Hier buchten sie 1 Stunde die Studios für eine Miete von 15 $, wovon sie 50 Minuten für 2 Songs benötigten. Barbara-Ann (so der Original-Titel) nahmen sie in der noch verbliebenen Studiozeit von 10 Minuten in 3 Takes auf und benannten sich nach dem Studio. Das Saxophonsolo stammt von Gravagna. Sie boten die Demoaufnahme mehr als 50 Plattenlabels an. Als keines der Labels Interesse zeigte, brach die Gruppe Ende 1958 entmutigt auseinander.
Mitglied der Doo-Wop-Gruppe Consorts war Eddie Jacobucci, der Bruder des bei den ehemaligen Regents singenden Don Jacobucci. Die Consorts wollten Labelinhaber und Musikproduzent Lou Cicchetti von Cousins Records Anfang 1961 überzeugen, eine eigene Fassung von Barbara-Ann aufzunehmen, das Eddie Jacobucci von seinem Bruder Don kannte. Als Komponist Fred Fassert hiervon hörte, ging er mit der Original-Demoaufnahme zu Cicchetti, der von der Aufnahme sofort überzeugt war und lediglich noch einen Bass im Wege des Overdubs hinzufügen ließ. Es mussten nur noch zwei Probleme gelöst werden, nämlich eine fehlende B-Seite und die Neuformation der Regents. Anstelle von Guy Villari und Don Jacobucci fand man Ersatz, und Anfang 1961 nahm man noch I’m so Lonely als B-Seite auf.

## Veröffentlichung und Erfolg
Nach Veröffentlichung im März 1961 erreichte die Single Barbara-Ann / I’m so Lonely (Cousins 1002) Rang 13 der Billboard Hot 100 und Rang 7 der Rhythm-and-Blues-Hitparade. Der nationale Vertrieb wurde im April 1961 George Goldners Gee Records überlassen, die die Platte auch auf eigenem Label vermarkteten (Gee 1065). Am 8. Mai 1961 präsentierten die neuen Regents ihren Hit in American Bandstand. Das nationale Airplay machte den Song zum Favoriten der Radiosender.

## Version der Beach Boys

Beach Boys - Barbara Ann

Die Beach Boys planten für ihre aus Coverversionen zusammengesetzte LP Beach Boys’ Party! auch eine Live-Aufnahme von Barbara-Ann. Am 23. September 1965 versammelten sie sich im Tonstudio 3 der Western Recorders in Hollywood. Es verbreitete sich eine partyähnliche Stimmung mit ziemlich angetrunkenen Teilnehmern.
Der untersuchenswerte Live-Effekt ist – im Gegensatz zu den übrigen LP-Tracks – echt, denn die Aufnahme entstand spontan bei einer nächtlichen Party. Leadsänger ist Dean Torrence (vom Duo Jan & Dean), dessen Stimme aufnahmetechnisch der Stimme von Brian Wilson überlagert wurde. Das Lied wurde ohne vorherige Proben gesungen, was an der mangelnden Textsicherheit der Beteiligten erkennbar ist. Gleich während der ersten Strophe geht kurzzeitig die Erinnerung an den Text verloren. Die Aufnahme ist von ausgelassener Stimmung geprägt; jemand ruft „Hey, play those ashtrays“, woraufhin klirrende Aschenbecher zu hören sind. Das war der aushelfende Studio-Schlagzeuger Hal Blaine von The Wrecking Crew, denn eine Stimme ruft bestätigend: „Hal and his famous ashtrays“.
Die Plattenfirma Capitol Records entschied sich, nach Veröffentlichung der LP Beach Boys’ Party! am 8. November 1965 die Single Barbara Ann / Girl Don’t Tell Me (Capitol 5561) auszukoppeln und am 20. Dezember 1965 zu veröffentlichen. Sie erreichte Rang 2 der US-Charts, Rang 3 in Großbritannien und gelangte in Deutschland bei mehr als 200.000 verkauften Einheiten bis auf Rang 2 der Hitparade. Insgesamt verkaufte sie weltweit über eine Million Exemplare. Die Fassung der Beach Boys wurde zum Nummer-eins-Hit in vielen Ländern.

## Weitere Coverversionen
Barbara Ann wurde von verschiedenen Künstlern gecovert. Eine deutschsprachige Version entstand im Februar 1966 in den Hamburger Teldec-Studios und wurde von der Coverband Die Tories unter Decca 19786 veröffentlicht. The Who nahmen den Song 1966 mit Keith Moon als Leadsänger für ihre EP Ready Steady Who auf.
Das Stück war auch in Fernsehserien und Kinofilmen zu hören. In der Serie Welcome Back, Kotter, die im September 1975 Premiere hatte, sang John Travolta eine Parodie. Die US-Serie Hör mal, wer da hämmert, die im September 1991 startete, präsentiert die Beach Boys mit dem Song im Garten von Wilson, einer der Figuren der Sendung. Eine weitere Coverversion stammt von Blind Guardian aus dem Album Follow the Blind aus dem Oktober 1989.
Sowohl die Band Vince Vance & The Valiants wie auch Paul Shanklin schufen je eine Parodie mit dem Titel Bomb Iran, beide gehen sie damit auf das tief gespaltene Verhältnis zwischen den Vereinigten Staaten und dem Iran ein.

## Trivia
Die Firma Bel verwendet eine produktbezogene Coverversion des Liedes für ihr Produkt Babybel.